# Liogenys unicolor
Liogenys unicolor är en skalbaggsart som beskrevs av Evans 2003. Liogenys unicolor ingår i släktet Liogenys och familjen Melolonthidae. Inga underarter finns listade i Catalogue of Life.